# عشرة مرشد
عشرة مرشد، قرية سودانية من القري الشرقية بالسودان بمدينة حلفا الجديدة، تحدها من الشمال القرية 15 جمي والجنوب القرية 7 هاجر والغرب القرية 9 دبيرة.
بها مدرسة أساس بنين وبنات ومركز صحي وفريق لكرة القدم يلعب في دوري الدرجة الثانية بإتحاد حلفا الجديدة المحلي.
وبها أكثر من 1500 نسمة تقريبا كلهم قبيله واحدة، يعمل معظمهم بالزراعة.